# Trematodon lozanoi
Trematodon lozanoi är en bladmossart som beskrevs av Jules Cardot 1909. Trematodon lozanoi ingår i släktet tranmossor, och familjen Bruchiaceae. Inga underarter finns listade i Catalogue of Life.